# Federação Israelita do Rio Grande do Sul
A Federação Israelita do Rio Grande do Sul (FIRS) é a entidade representativa da comunidade judaica no estado do Rio Grande do Sul, com sede em Porto Alegre. Fundada em 1961, a FIRS atua na defesa dos direitos da comunidade judaica, no combate ao antissemitismo e na promoção da cultura judaica, além de articular ações sociais, educacionais e inter-religiosas .

## História
A presença judaica no Rio Grande do Sul remonta ao início do século XX, com a chegada de imigrantes da Europa Oriental que se estabeleceram em colônias agrícolas no interior do estado . Com o crescimento da comunidade judaica, especialmente em Porto Alegre, surgiu a necessidade de uma entidade que representasse e coordenasse as diversas instituições judaicas locais. Assim, em 1961, foi fundada a Federação Israelita do Rio Grande do Sul .

## Atuação
A FIRS representa politicamente os interesses da comunidade judaica junto a órgãos públicos, entidades civis e religiosas. Atua também na preservação da memória histórica e no fortalecimento da identidade judaica entre as novas gerações.
Entre suas atividades destacam-se :
- Organização de eventos culturais e comemorativos, como Yom HaShoá, Yom HaAtzmaut e Chanucá;
- Diálogo inter-religioso com outras comunidades de fé;
- Coordenação de ações comunitárias de assistência social;
- Parcerias com escolas judaicas e sinagogas da região.

Durante as enchentes no Rio Grande do Sul em Maio de 2024, a FIRS conduziu a campanha "Comunidade Judaica pelas Vítimas das Enchentes no RS". O impacto dessa atividade foi reconhecido pela sociedade, com o prêmio "Vakinha Protagonistas", na categoria Apoio Emergencial, organizado pela Vakinha . Anualmente, a FIRS organiza a campanha de arrecadação de roupas Iom Mitzvah .

## Combate ao antissemitismo
A Federação desempenha papel ativo na denúncia e combate a manifestações de intolerância religiosa, discriminação racial e negacionismo do Holocausto no estado, atuando em parceria com o Ministério Público, organizações de direitos humanos e instituições de ensino .
Após o início da guerra entre Israel e o Hamas, deflagrada a partir do ataque do grupo Hamas a Israel em 2023, a FIRS) realizou atos em homenagem às vítimas dos atentados . No dia 10 de abril de 2024, o Instituto Humanitas da Unisinos promoveu uma live intitulada “Israel e o genocídio em Gaza”. A realização dessa atividade motivou a FIRS a divulgar uma nota de repúdio , alegando que o evento promovia uma visão unilateral e ofensiva. Em resposta, a universidade afirmou que não tolera o antissemitismo e que a atividade estava dentro do escopo da liberdade acadêmica . Apesar da controvérsia, a live segue disponível nos canais oficiais do Instituto Humanitas.

## Diretoria
A atual presidente da FIRS é Daniela Russowsky Raad, eleita para o biênio 2025–2026. Ela é a segunda mulher e a mais jovem a ocupar o cargo na história da entidade . 